# JR貨物UR29A形コンテナ
UR29A形コンテナ（UR29Aがたコンテナ）は、日本貨物鉄道（JR貨物）輸送用として籍を編入している30ft・内容積29m3仕様の、普通品輸送向け私有コンテナ（冷蔵コンテナ）である。
形式の数字部位 「 29 」は、コンテナの容積を元に決定される。このコンテナ容積となる29㎥の算出は、厳密には端数四捨五入計算の為に、内容積28.5 - 29.4㎥の間に属するコンテナが対象となる。
また形式末尾のアルファベット一桁部位 「 A 」は、コンテナの使用用途（主たる目的）が 「 普通品（いわゆる、非危険品の輸送）」を表す記号として、付与されている。
1994年度より製造された。

## 番台毎の概要

### 5000番台
5001 - 5010
金澤運送所有。総重量13.5t。

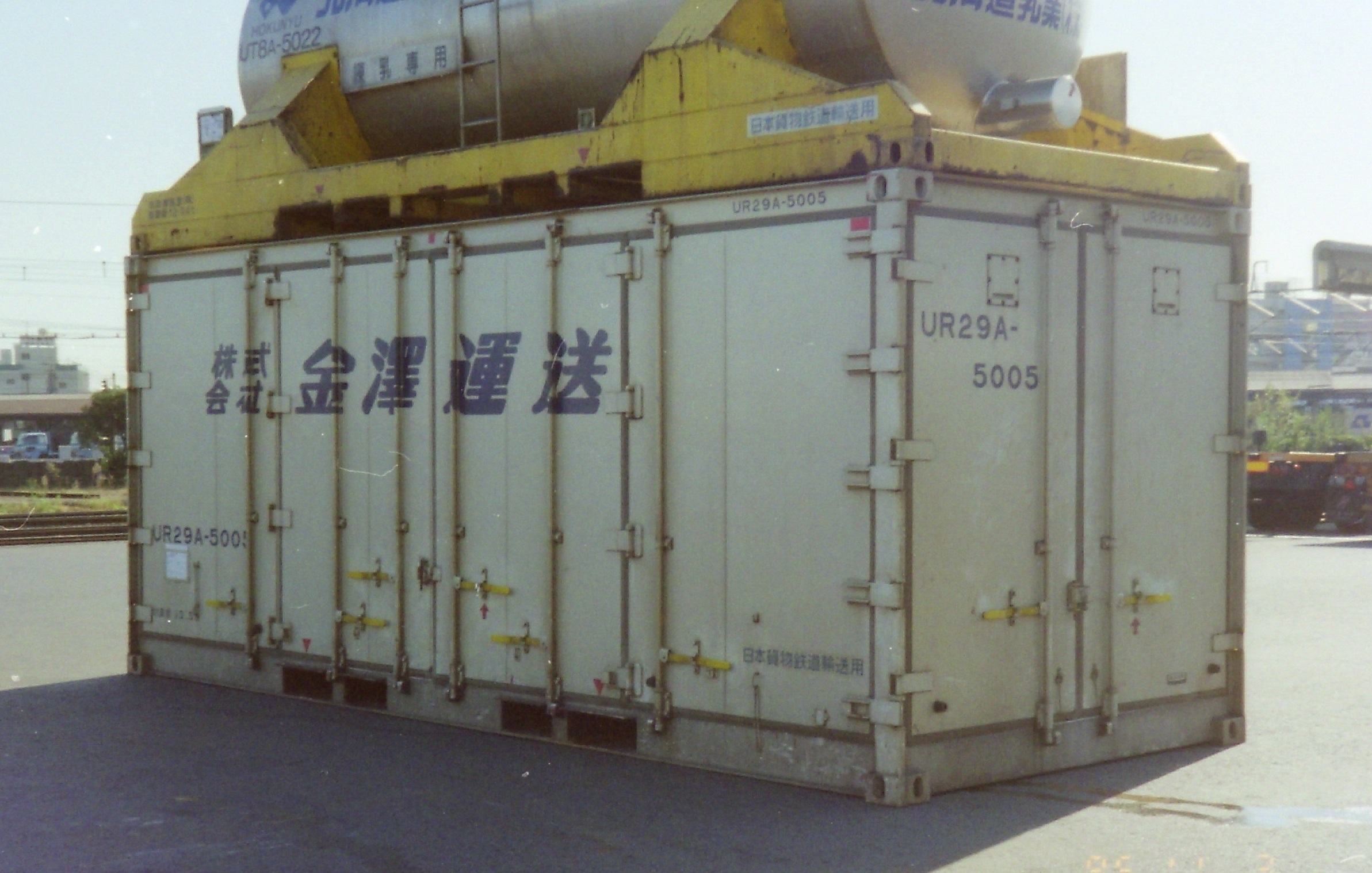
UR29A-5005 金澤運送所有。

5011 - 5014
ヤンマー所有。総重量12.9t。
5015 - 5018
ヤンマー所有。総重量13.4t。

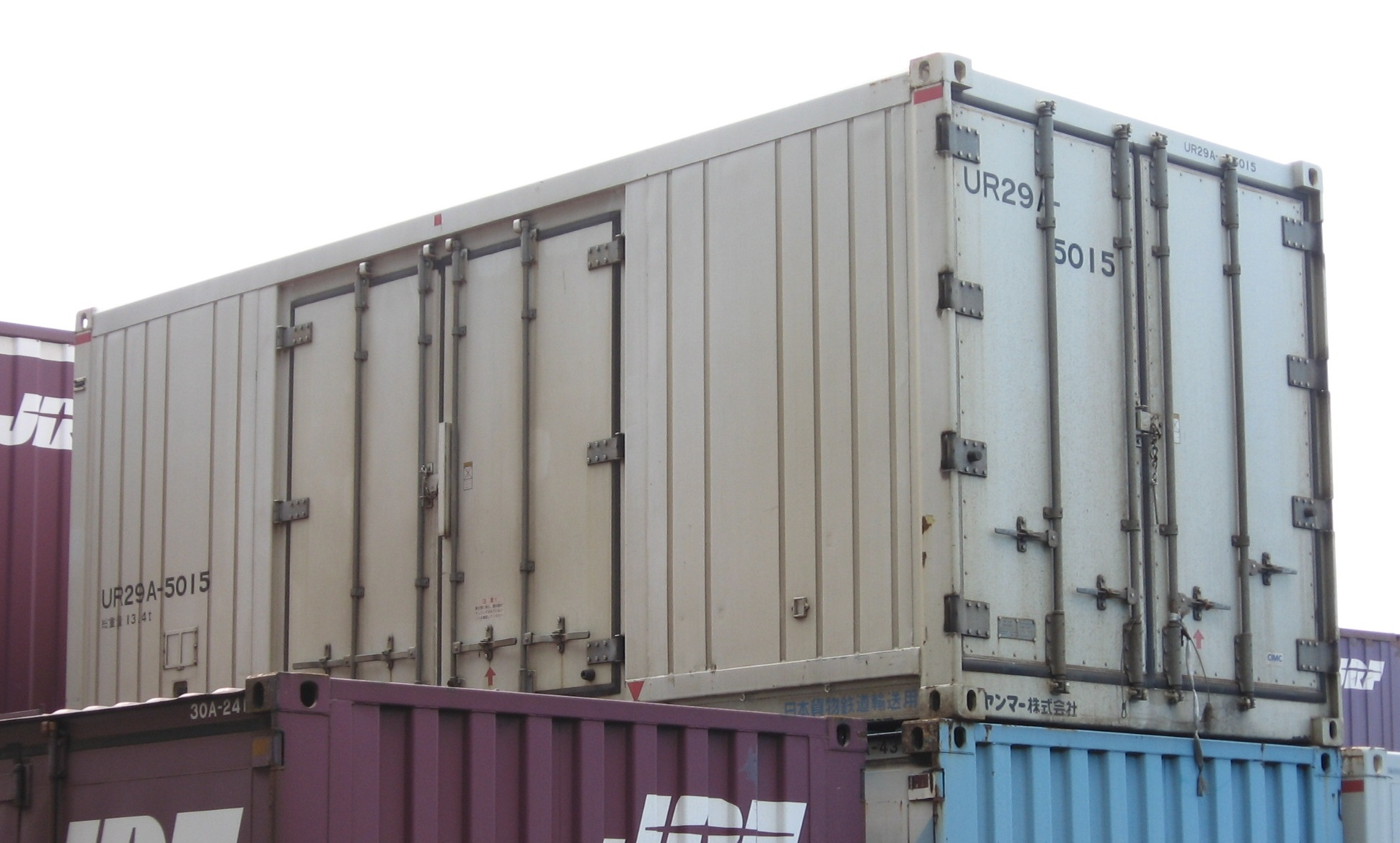
UR29A-5015 ヤンマー所有。

5019 - 5028
ホクレン農業共同組合連合会→日本石油輸送所有。総重量13.5t。

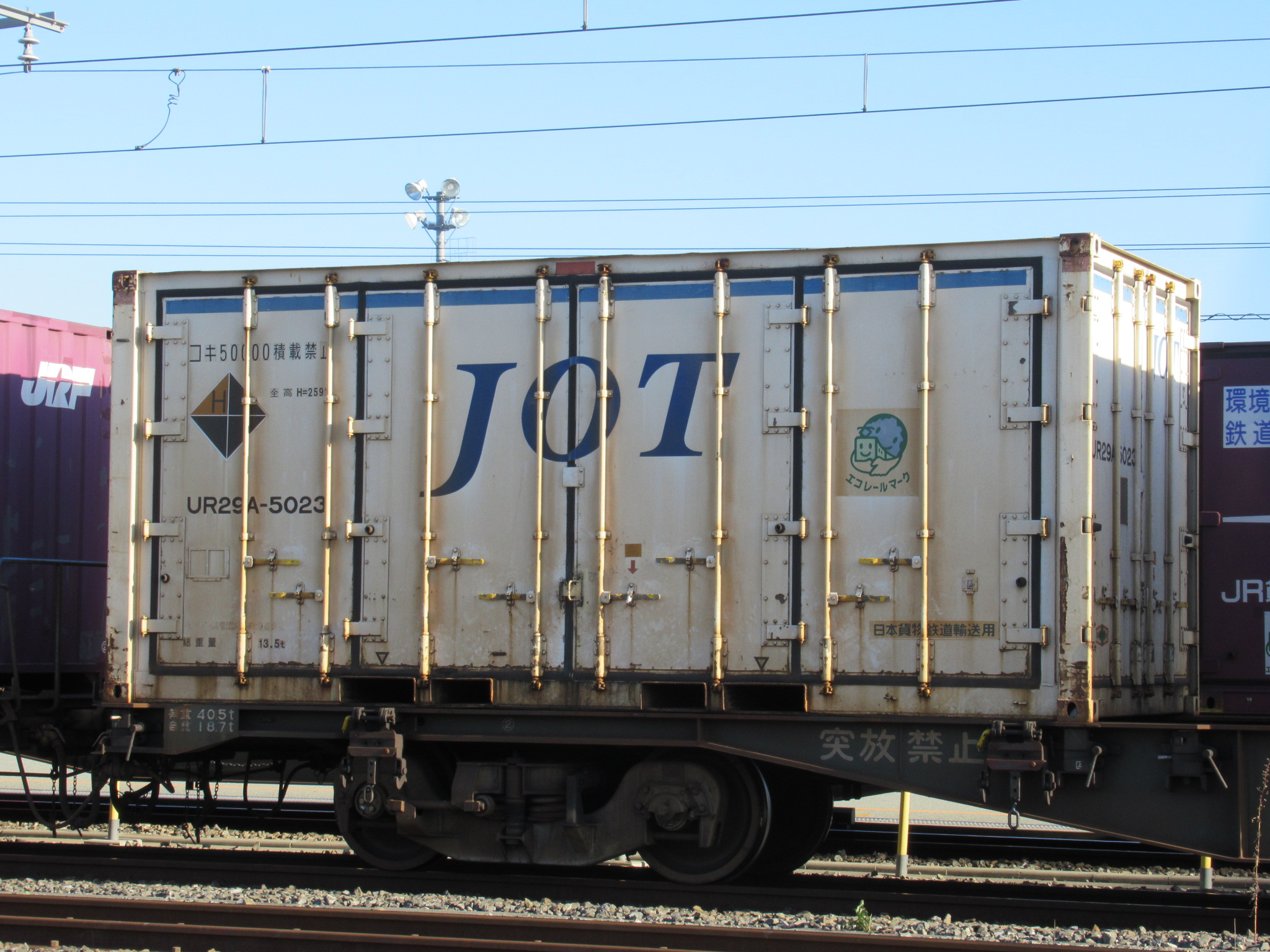
UR29A-5023 日本石油輸送所有。